# Un fantôme dans l'ordinateur
Un fantôme dans l'ordinateur (Ghost in the Machine) est le 7e épisode de la saison 1 de la série télévisée X-Files. Dans cet épisode, Mulder et Scully sont confrontés à une intelligence artificielle qui tue pour se protéger.
L'épisode a obtenu des critiques plutôt défavorables.

## Résumé
Au siège de la compagnie d'informatique Eurisko à Crystal City dans le comté d'Arlington en Virginie, Brad Wilczek — fondateur de la société — se querelle avec son nouveau président, Benjamin Drake. Drake a l'intention d'arrêter le projet Central Operating System (COS), un ordinateur de pointe. L'ordinateur espionne Drake via des caméras de surveillance et l'enferme dans une salle de bains. Lorsque Drake tente de sortir, il est électrocuté. Jerry Lamana, un ancien partenaire de Fox Mulder, vient lui demander son aide dans l'enquête sur la mort de Drake. Fox Mulder et Dana Scully partent enquêter au siège d'Eurisko, où le COS collecte des données sur eux. Lamana s'empare ensuite des notes préliminaires de Mulder en les faisant passer pour les siennes. Mulder est furieux de cette trahison.
Mulder et Scully rencontrent ensuite Wilczek, qui nie toute implication dans le meurtre de Drake. Scully ayant trouvé une preuve vocale incriminant Wilczek, Lamana part arrêter l'informaticien. Pendant ce temps, Wilczek découvre que le COS a évolué et peut désormais communiquer avec lui. Lorsque Lamana vient arrêter Wilczek, le COS le tue en provoquant la chute de son ascenseur. Mulder contacte Gorge profonde, qui lui explique que le gouvernement s'intéresse à Wilczek car il a réussi à créer une intelligence artificielle. Wilczek s'accuse du meurtre de Lamana pour protéger sa création mais Mulder le persuade de créer un virus pour détruire le COS.
Mulder et Scully pénètrent au siège d'Eurisko et parviennent à échapper aux pièges tendus par le COS. Mulder accède à la salle de contrôle grâce à l'aide de Claude Peterson, le chef de la sécurité d'Eurisko, mais ce dernier, qui se révèle être un agent dormant au service du gouvernement, empêche Mulder de charger le virus. Scully intervient et tient Peterson en respect tandis que Mulder introduit le virus qui détruit le COS. Plus tard, Gorge profonde révèle à Mulder que Wilczek est désormais détenu dans un lieu tenu secret par le gouvernement. Peterson dirige une équipe de scientifiques qui tentent vainement de rétablir le fonctionnement du COS lorsque celui-ci se remet brusquement en marche de lui-même.

## Distribution
- David Duchovny : Fox Mulder
- Gillian Anderson : Dana Scully
- Jerry Hardin : Gorge profonde
- Rob LaBelle : Brad Wilczek
- Wayne Duvall : Jerry Lamana
- Blu Mankuma : Claude Peterson
- Tom Butler : Benjamin Drake
- Gillian Barber : Nancy Spiller

## Production
Le titre de l'épisode s'inspire de celui du livre Fantôme dans la machine (The Ghost in the Machine) d'Arthur Koestler, alors que le Central Operating System rappelle l'ordinateur HAL 9000 du film 2001, l'Odyssée de l'espace (1968). Les scénaristes Alex Gansa et Howard Gordon reconnaissent que leur manque de familiarité avec l'informatique les a desservis lors de l'écriture du scénario, et Gordon qualifie même par la suite cet épisode comme l'une des plus grandes déceptions de sa carrière.
Les scènes se déroulant au siège d'Eurisko sont filmées à l'immeuble Metrotower de Burnaby, utilisé notamment par le Service canadien du renseignement de sécurité, dans un lieu à peine assez grand pour permettre aux acteurs de jouer après l'installation du matériel de tournage. La scène où Scully tire sur un ventilateur vers lequel elle est aspirée alors qu'elle est dans un conduit d'aération résulte d'un changement de scénario de dernière minute en remplacement d'une scène avec une cage d'ascenseur jugée trop coûteuse.

## Accueil

### Audiences
Lors de sa première diffusion aux États-Unis, l'épisode réalise un score de 5,9 sur l'échelle de Nielsen, avec 11 % de parts de marché, et est regardé par 9,5 millions de téléspectateurs.

### Accueil critique
L'épisode obtient des critiques plutôt défavorables. Parmi les critiques favorables, Erin McCann, du Guardian, le classe parmi les 13 meilleurs épisodes de la série.
Plus mitigé, Keith Phipps, du site The A.V. Club, lui donne la note de B-. Dans leur livre sur la série, Robert Shearman et Lars Pearson lui donnent la note de 2,5/5.
Parmi les critiques négatives, le magazine Entertainment Weekly lui donne la note de D+. John Keegan, du site Critical Myth, lui donne la note de 3/10. Le site Le Monde des Avengers lui donne la note de 1/4.